# Potiskum
Potiskum é uma área de governo local no Yobe (estado), Nigéria. Sua sede está na cidade de Potiskum na rodovia A3 at11° 42′ 33″ N, 11° 04′ 10″ L.
Possui uma área de 559 km ² e uma população de 204.866 no censo de 2006.
O código postal da área é 631.
Potiskum é a sede, tanto do velho Emirado de Fika e o Emirado de Potiskum, criado em 1999.